# 莫雷利亚无人机
莫雷利亚无人机是俄罗斯在2022年俄乌战争期间开发的一种低成本材料固定翼无人机系统。军事人员可以使用无人机摧毁小型机动部队、其临时部署点、电子战、自行火炮和坦克。

## 历史
最早在2021年8月20日，喀琅施塔得公司总经理谢尔盖·博加季科夫8月20日在Army-2021论坛前夕表示，Molniya无人系统无人机群的舰载机计划在Il-76飞机的基础上创建。作为Molniya的一部分，该公司已经为无人驾驶载具准备了许多不同规模和不同技术解决方案的提案。
2024年7月26日，俄罗斯太平洋第40旅的海军陆战队开始在顿涅茨克方向使用新型Molniya无人机。据称这些无人机的机组人员已经在南顿涅茨克前线的阵地上摧毁乌克兰武装部队的火炮已经一个月，即使是乌克兰方的电子战系统也无力对抗这种小型无人机。带有人工智能的Molniya 无人机比“柳叶刀”更轻、更便宜，并且可以在更远的范围内运行。

## 技术特点[1]
| 翼展         | 约1.5m       |
| 重量         | 不超过10公斤 |
| 战斗负荷     | 3-5公斤      |
| 范围         | 长达 30公里  |
| 飞行时间     | 最多 40 分钟 |
| 最大飞行速度 | 80公里/小时  |

机身由两根纵向铝管和胶合板横向元件组成。飞机的控制电子设备、电池和支架所在的中心部分也是由它制成的。无人机机头有一个定向摄像头，视频信号传输到操作员的FPV眼镜上。该装置使用气动弹射器发射。据乌克兰方称，其导航系统采用中国廉价电子设备。尽管它们具有速度和射程优势，但其精确度仍然有限，命中率仅为八分之一。这种类型的设备很容易随身携带，因为它们非常轻并且可以快速组装.三名步兵最多可携带10件，包括个人物品和背包。

#### 优点
- 低功耗
- 可以切换到自动驾驶
- 成本低且易于生产
- 能够打击敌方重型装备
- 快速组装
- 抵抗电子战
- 可以使用不同的弹药

## 衍生型号
- 莫雷利亚（Molniya)-1[6]
- 莫雷利亚(Molniya)-2[7]

## 参与军事行动
俄乌战争